# HD 41004
HD 41004 – gwiazda w gwiazdozbiorze Malarza, oddalona od Słońca o około 136 lat świetlnych. Jest to gwiazda podwójna; jednemu z jej składników towarzyszy planeta, a drugiemu brązowy karzeł.

## Charakterystyka
Jej obserwowana wielkość gwiazdowa wynosi 8,65m, czyli nie jest widoczna gołym okiem. Jest to gwiazda podwójna, jej składniki dzieli odległość 0,3 sekundy kątowej. Jaśniejsza gwiazda to pomarańczowy karzeł reprezentujący typ widmowy K. Słabszy składnik jest czerwonym karłem, należy do typu widmowego M2. Dzieli je w przestrzeni odległość około 20 au, jest to więc dosyć ciasny układ; orbity gwiazd wokół wspólnego środka masy mają mimośród 0,4.

## Układ planetarny
W 2003 i 2004 roku w tym układzie odkryto dwa niegwiazdowe obiekty, okrążające składniki tego układu. Słabszą gwiazdę okrąża obiekt o masie 18 razy większej niż Jowisz, co kwalifikuje go do grona brązowych karłów. Wokół jaśniejszej gwiazdy krąży z kolei planeta, gazowy olbrzym 2,5 razy masywniejszy od Jowisza.